# David Gosker
David Gosker (Den Haag, 1959) is een Nederlands kunstenaar, vooral bekend om zijn collages.
Gosker rondde in 1988 een opleiding aan de Koninklijke Academie van Beeldende Kunsten in Den Haag af. Sindsdien heeft hij naast zijn bedrijf als ontwerper altijd autonoom werk gemaakt.

## Filosofie achter de collages
Nadat hij mobiles, tekeningen en objecten maakte, heeft hij zich sinds 2000 geheel toegelegd op collages. De keus voor collages komt voort uit zijn visie op beeldende kunst. Schilderkunst is voor hem geen optie meer, die hoort tot de negentiende eeuw. Waar het individuele, persoonlijke en biografische zijn zeggingskracht verloren heeft, daar is ook geen plaats meer voor de schilderkunst. De filosoof Vincent Blok heeft het werk toegelicht in zijn essay De-collage of het papier collé van de eenentwintigste eeuw.
Een sleutelfiguur in de keus voor collages is Friedrich Nietzsche, die voor 1900 God dood verklaarde, en de kunst verklaarde tot ‘antinihilisme par excellence’. Sinds die uitspraak wordt aan kunst vaak de rol toebedeeld om niet het zichtbare te verbeelden, maar de veranderlijkheid, het duistere. Dat is volgens de kunstenaar de rol van kunst. Zijn Portret van Nietzsche is een collage van diverse tijdschriftfoto’s.
Een ander referentiepunt in deze visie op kunst is het schilderij Les demoiselles d’Avignon van Pablo Picasso uit 1907, dat algemeen beschouwd wordt als het begin van de moderne schilderkunst. Picasso ging het niet om de vormgeving van de wereld, maar om de zelf- of auto-constructie van de mens; kunst is dus eigenlijk metafysisch van aard.
Zijn Zelfportret maakt Gosker van verpakkingsmaterialen en toegangskaartjes uit zijn leven. Zo is er geen onderscheid te zien tussen mens en wereld, volgens zijn uitspraak: "Ik ben niets van mijzelf dan een samenstelling van omstandigheden, een leegte die wordt vormgegeven door het mij omgevende. Dit is de ervaring van de volledige differentiatie en versnippering van mens en wereld."
Veelgebruikte onderwerpen voor de collages zijn auto’s, zoals in de werken Autofysiek (2003). Auto’s zijn een voorbeeld van voorwerpen waarin de techniek en het merk de eigenaar definiëren.
Ook is er werk dat door de natuur geïnspireerd is, zoals in de collages Bye bye Darwin (2004). Ook hier is de collage weer het medium om dit vast te leggen, in een tijd waarin wij tot in de genetische codering, het ‘genetisch knip en plakwerk van de natuur’ weten door te dringen.

## Techniek
De collages bestaan uit uitgeknipte foto’s uit catalogi of tijdschriften of uit verpakkingsmateriaal en toegangskaartjes op karton. Daarna worden de collages als print (soms vergroot) en in beperkte oplagen vermenigvuldigd.

## Exposities
| Jaar | Exposities                                                                       |
| ---- | -------------------------------------------------------------------------------- |
| 1999 | (mobielen) bij Galerie Kaliria te Den Haag                                       |
| 2002 | (objecten) in Museum Mesdag                                                      |
| 2003 | (objecten en reliëfs) Galerie Vromans te Amsterdam                               |
| 2004 | deelname KunstRai                                                                |
| 2004 | installatie op eiland Vloek, i.s.m. diverse kunstenaars                          |
| 2004 | opdracht voor monument voor Hans van Wieren / Terra College Den Haag             |
| 2004 | opdracht voor de vormgeving van jubileumbanken voor het Vredespaleis te Den Haag |
| 2006 | installatie Look at Me, i.s.m. met Ellen Goemans                                 |
| 2007 | deelname aan Art fair Den Haag                                                   |
| 2007 | deelname aan AAF te Amsterdam                                                    |
| 2009 | solotentoonstelling Galerie Project2.0 Den Haag                                  |
| 2009 | collage Hedoné (2006) in Gemeentemuseum Den Haag bij stijlkamers                 |